# Великая дидактика
«Великая дидактика» (лат. Didactica magna) — педагогическое сочинение (трактат) чешского педагога-гуманиста Яна Амоса Коменского, написанное на чешском языке между 1627 и 1638 годами и впервые опубликованное в переработанном виде на латинском языке в 1657 году.
Является одним из первых крупных педагогических произведений, в котором обозначены дидактические принципы.
В труде, часто называемом главной работой Коменского, рассмотрены вопросы не только обучения, но и воспитания (умственного, физического, эстетического), школоведения, педагогической психологии, семейного воспитания.
На «Великую дидактику» ссылаются Иоганн Генрих Песталоцци, Герман Литц, Селестен Френе и многие другие.

## Содержание
«Великая дидактика» состоит из 33 глав:
- Привет читателю:

Мы решаемся обещать Великую  Дидактику, т. е. универсальное искусство всех учить всему. И притом учить с верным успехом; так, чтобы неуспеха последовать не могло; учить быстро, чтобы ни у учащих, ни у учащихся не было обременения или скуки, чтобы обучение происходило скорее с величайшим удовольствием для той и другой стороны; учить основательно, не поверхностно и, следовательно, не для формы, но подвигая учащихся к истинной науке, добрым нравам и глубокому благочестию. Наконец, всё это мы выясняем apriori, т. е. из самой настоящей неизменной природы вещей, точно заставляя вытекать из живого источника неиссякающие ручейки; затем, соединяя их в одну большую реку, мы устанавливаем некоторое универсальное искусство создавать всеобщие школы.
- 1—6: цель жизни человека;
- 7—29: об образовании (материнская и народная школа): принципы обучения, его организация и др.;
- 30—31: латинская школа и университет (академия);
- 32: «О правильном устройстве всеобщего точного порядка в школе»;
- 33: «О необходимых условиях для практического применения этой универсальной методы»;
- Заключение.

## Положения
Коменский вносит в педагогику новые идеи, кардинально пересматривая старые.
В «Великой дидактике» сформулированы сенсуалистские педагогические принципы. Коменский призывает обогащать сознание ребёнка, знакомя с предметами и явлениями чувственно воспринимаемого мира.
В трактате проводится мысль о необходимости поставить знание закономерностей педагогического процесса на службу педагогической практике. Последняя призвана обеспечивать быстрое и основательное обучение, в результате которого личность должна приобрести знания и умения, сделаться способной к духовному и нравственному совершенствованию. Для Коменского образованность, следовательно, не является самоцелью. Он подчёркивал, что она приобретается и для того, чтобы «сообщать другим» образование и учёность.
Коменский довольно точно формулирует области, которые необходимо изучать:
- научное знание (eruditio);
- мораль (mores);
- благочестие/религия (religio).

Коменский выступает за обучение детей обоих полов и всех сословий.

#### Уровни обучения
Каждому возрастному периоду Коменский определил соответствующую школу:
- Материнская школа (материнское опекунство в каждой семье). В материнской школе (до 6 лет), по мнению Коменского, следует упражнять преимущественно внешние чувства. Главная задача школы первой ступени заключается в заботе о здоровье, интеллектуальном развитии ребёнка. Уже с трёх лет необходимо начинать обучение таким предметам, как физика, астрономия, география, история, экономика, политика, риторика, поэтика. При этом Коменский разработал оригинальную методику развития речи ребёнка в это время. Особое значение уделялось периоду 5 и 6 годам, когда должно начинаться нравственное воспитание.
- Школа родного языка (элементарная народная школа; создаётся в каждой общине, селе, посёлке). На данной ступени (с 6 до 12 лет) необходимо упражнять внутренние чувства, силу воображения и память, развивая руку и язык посредством чтения, письма, рисования, пения, счета, измерения, взвешивания, запоминания различного материала и т. д. Обучение должно вестись исключительно на родном языке.
- Латинская школа или гимназия (создаётся в каждом городе). Задача латинской школы — развивать понимание и суждение по поводу материала, собираемого ощущениями; это осуществляется с помощью диалектики, грамматики, риторики, других реальных наук и искусств. Обучение в ней во многом схоже с гимназическим образованием того времени: предметный курс охватывает традиционный цикл 7 свободных искусств.
- Университет (академия) (создаётся в каждом государстве или большой провинции).

#### Дидактические принципы
В работе Коменского можно выделить различные принципы:
- наглядность;
- последовательность и постепенность;
- подражание;
- упражнение и прочное усвоение знаний;
- единство и преемственность: «При всём различии этих школ мы желаем, чтобы в них преподавали не разный материал, а один и тот же, только разными способами»;
- сознание и активность в обучении;
- природносообразность[9] и др.

#### 9 правил искусства обучения наукам
1. Всему, что должно знать, нужно обучать.
2. Всё, чему обучаешь, нужно преподносить учащимся, как вещь действительно существующую и приносящую определённую пользу.
3. Всему, чему обучаешь, нужно обучать прямо, а не окольными путями.
4. Всему, чему обучаешь, нужно обучать так, как оно есть и происходит, то есть путём изучения причинных связей.
5. Всё, что подлежит изучению, пусть сперва предлагается в общем виде, а затем по частям.
6. Части вещи должно рассмотреть все, даже менее значительные, не пропуская ни одной, принимая во внимание порядок, положение и связь, в которой они находятся с другими частями.
7. Всё нужно изучать последовательно, сосредоточивая внимание в каждый данный момент только на чём-либо одном.
8. На каждом предмете нужно останавливаться до тех пор, пока он не будет понят.
9. Различия между вещами должно передавать хорошо, чтобы понимание всего было отчётливым.

#### 16 правил искусства развивать нравственность
1. Добродетели должны быть внедряемы юношеству все без исключения.
2. Прежде всего основные («кардинальные») добродетели: мудрость, умеренность, мужество и справедливость.
3. Мудрость юноши должны почерпать из хорошего наставления, изучая истинное различие вещей и их достоинство.
4. Умеренности пусть обучаются на протяжении всего времени обучения, привыкая соблюдать умеренность в пище и питье, сне и бодрственном состоянии, в работе и играх, в разговоре и молчании.
5. Мужеству пусть они учатся, преодолевая самих себя, сдерживая своё влечение к излишней беготне или игре вне или за пределами положенного времени, в обуздывании нетерпеливости, ропота, гнева.
6. Справедливости учатся, никого не оскорбляя, воздавая каждому своё, избегая лжи и обмана, проявляя исполнительность и любезность.
7. Особенно необходимые юношеству виды мужества: благородное прямодушие и выносливость в труде.
8. Благородное прямодушие достигается частым общением с благородными людьми и исполнением на их глазах всевозможных поручений.
9. Привычку к труду юноши приобретут в том случае, если постоянно будут заняты каким-либо серьёзным или занимательным делом.
10. Особенно необходимо внушить детям родственную справедливости добродетель — готовность услужить другим и охоту к этому.
11. Развитие добродетелей нужно начинать с самых юных лет, прежде чем порок овладеет душой.
12. Добродетелям учатся, постоянно осуществляя честное!
13. Пусть постоянно сияют перед нами примеры порядочной жизни родителей, кормилиц, учителей, сотоварищей.
14. Однако нужно примеры сопровождать наставлениями и правилами жизни для того, чтобы исправлять, дополнять и укреплять подражание.
15. Самым тщательным образом нужно оберегать детей от сообщества испорченных людей, чтобы они не заразились от них.
16. И так как едва ли удастся каким-либо образом быть настолько зоркими, чтобы к детям не могло проникнуть какое-либо зло, то для противодействия дурным нравам совершенно необходима дисциплина.